# Nikolas Veratschnig
Nikolas Konrad Veratschnig (Villaco, 24 gennaio 2003) è un calciatore austriaco, centrocampista del Magonza.

## Carriera

### Club
Cresciuto nel settore giovanile del Wolfsberger, debutta in prima squadra il 27 febbraio 2022, in occasione dell'incontro di Bundesliga perso per 1-0 contro l'Austria Vienna.

### Nazionale
Ha giocato nelle nazionali giovanili austriache Under-18, Under-19 ed Under-21.

## Statistiche

### Presenze e reti nei club
Statistiche aggiornate all'11 febbraio 2023.
| Stagione              | Squadra               | Campionato            | Campionato | Campionato | Coppe nazionali | Coppe nazionali | Coppe nazionali | Coppe continentali | Coppe continentali | Coppe continentali | Altre coppe | Altre coppe | Altre coppe | Totale | Totale |
| Stagione              | Squadra               | Comp                  | Pres       | Reti       | Comp            | Pres            | Reti            | Comp               | Pres               | Reti               | Comp        | Pres        | Reti        | Pres   | Reti   |
| --------------------- | --------------------- | --------------------- | ---------- | ---------- | --------------- | --------------- | --------------- | ------------------ | ------------------ | ------------------ | ----------- | ----------- | ----------- | ------ | ------ |
| 2020-2021             | Wolfsberger II        | RL                    | 2          | 0          |                 | -               | -               |                    | -                  | -                  |             | -           | -           | 2      | 0      |
| 2021-2022             | Wolfsberger II        | RL                    | 12         | 2          |                 | -               | -               |                    | -                  | -                  |             | -           | -           | 12     | 2      |
| 2022-2023             | Wolfsberger II        | RL                    | 4          | 5          |                 | -               | -               |                    | -                  | -                  |             | -           | -           | 4      | 5      |
| Totale Wolfsberger II | Totale Wolfsberger II | Totale Wolfsberger II | 18         | 7          |                 | -               | -               |                    | -                  | -                  |             | -           | -           | 18     | 7      |
| 2021-2022             | Wolfsberger           | BL                    | 11         | 0          | CA              | 1               | 0               |                    | -                  | -                  |             | -           | -           | 12     | 0      |
| 2022-2023             | Wolfsberger           | BL                    | 14         | 0          | CA              | 4               | 2               | UECL               | 3                  | 0                  |             | -           | -           | 21     | 2      |
| Totale Wolfsberger    | Totale Wolfsberger    | Totale Wolfsberger    | 25         | 0          |                 | 5               | 2               |                    | 3                  | 0                  |             | -           | -           | 33     | 2      |
| Totale carriera       | Totale carriera       | Totale carriera       | 43         | 7          |                 | 5               | 2               |                    | 3                  | 0                  |             | -           | -           | 51     | 9      |